# Papel

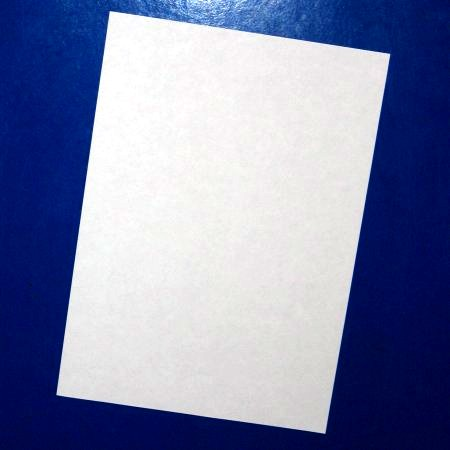
Una hoja de papel.

El papel es un material constituido por una delgada lámina que es elaborada a partir de pulpa de celulosa, preparada con una pasta de fibras vegetales molidas suspendidas en agua, generalmente blanqueada, y posteriormente secada y endurecida, a la que normalmente se le añaden sustancias como polipropileno o polietileno con el fin de proporcionarle características especiales. Las fibras que lo componen están aglutinadas mediante enlaces por puente de hidrógeno.

## Etimología
Según el DRAEː del catalán paper, este del lat. pápyrus "papiro", y este del gr. πάπυρος.

## Historia
En el Antiguo Egipto se escribía sobre papiro desde antes del año 3000 a. C. El mismo era fabricado a partir de un vegetal muy abundante en las riberas del río Nilo, el Cyperus papyrus, y fue el primer material que presentó propiedades asociadas al papel. Posteriormente, en la antigüedad grecorromana, el papiro compartió popularidad con el pergamino, que prevalecería en Europa durante la Edad Media. El pergamino consistía en pieles de becerro, oveja, cabra o carnero curtidas con cal y preparadas para recibir la tinta. No obstante, este proceso resultaba costoso, por lo que a partir del siglo VIII se acostumbraba a borrar los textos de los pergaminos para reescribir sobre ellos (dando lugar a los palimpsestos), perdiéndose de esta manera una cantidad inestimable de creaciones.

### El papel
Antes de inventar el papel, los escribas chinos escribían utilizando una punta rígida sobre tiras de madera o bambú, pero estos materiales no facilitaban la escritura, además de que suponían un problema al momento de archivarlos. Después de la introducción del pincel de pelo, se sustituyó el soporte por los primeros intentos de realizar papel a partir de residuos de tela, seda, la paja de arroz y el cáñamo, e incluso del algodón. Se considera tradicionalmente que el primer proceso de fabricación de papel moderno fue el desarrollado por el eunuco Cai Lun, consejero del emperador He de la dinastía Han Oriental, en el siglo II. Su innovación consistió en la utilización de fibras vegetales con alto contenido en celulosa extraídas de la morera, el ramio y el algodón, y también de trapos y telas viejas. Colocaba el material en un mortero con agua y lo machacaba hasta conseguir una pasta homogénea y compacta que luego laminaba y secaba.
Durante unos quinientos años el arte de la fabricación de papel estuvo limitado a China; pero en el año 610 un monje coreano introdujo en Japón su modo de fabricación, a partir de hojas de morus, gampi y mitsumata y alrededor del 750 pasó a Asia Central. El conocimiento se transmitió entonces a los árabes, quienes lo introducirían luego en España en el siglo XI, estableciéndose en Játiva la primera fábrica de papel europea (año 1056). El primer documento en papel de Europa es una carta dictada en castellano y escrita en caracteres griegos y árabes que la condesa Adelaida envió en 1109 a su hijo Roger, futuro rey de Sicilia. Este nuevo material de escritura llegó a París, a través de España, coincidiendo con la inauguración de la Universidad en esa ciudad. A partir de este momento se difundió la técnica a Sicilia en el siglo XII e Italia (siglo XIII) y el Sur de Francia (siglo XIV). Desde donde se propaga por todo el continente, creándose molinos papeleros en Italia, en la región de Champaña (Francia) y Países Bajos, lo que implicó la introducción de marcas de agua o filigranas para identificar la procedencia del papel.
En Europa la única materia prima utilizada eran trapos de lino y algodón, por lo que la aparición de la imprenta generó un aumento del uso del papel a partir del siglo XV, provocando una escasez de estos materiales. Aunque se intentó utilizar otros materiales como sustitutos, ninguno fue un éxito comercial hasta 1845, cuando un industrial alemán introdujo el proceso mecánico de trituración de virutas de madera para fabricar la pulpa, procedimiento que, sin embargo, dejaba en ella un ácido, la lignina, que al oxidarse con el oxígeno del aire quemaba, cuarteaba y agrietaba el papel poniéndolo amarillo, por lo que el papel, que hasta entonces podía resistir unos quinientos años sin deterioro por insectos xilófagos, vio reducida su durabilidad considerablemente, por más que este ácido hiciera venenoso el papel para los xilófagos; actualmente, solo contiene lignina el papel más basto y de peor calidad, que es el efímero usado en los periódicos. En 1850 se introduce el primer proceso químico.
Desde entonces el papel se ha convertido en uno de los productos emblemáticos de nuestra cultura, elaborándose no solo de trapos viejos o algodón sino también de gran variedad de fibras vegetales; además la creciente invención de colorantes permitió una generosa oferta de colores y texturas. Con ayuda de la impresión mecánica, al principio xilográfica (esto es, con matriz de madera; el primer libro impreso así fue en China, el Sutra del diamante, 868) y después mediante los tipos móviles de plomo según la imprenta de Gutemberg en 1453.
Aunque el papel ahora puede ser sustituido para ciertos usos por materiales sintéticos, sigue conservando una gran importancia en nuestra vida y en el entorno diario, haciéndolo un artículo personal y por ende difícilmente sustituible.
La aparición y rápido auge de la informática y los nuevos sistemas de telecomunicación, permiten la escritura, almacenamiento, procesamiento, transporte y lectura de textos con medios electrónicos más ventajosos, relegando los soportes tradicionales, como el papel, a un segundo plano.

## Fabricación tradicional del papel

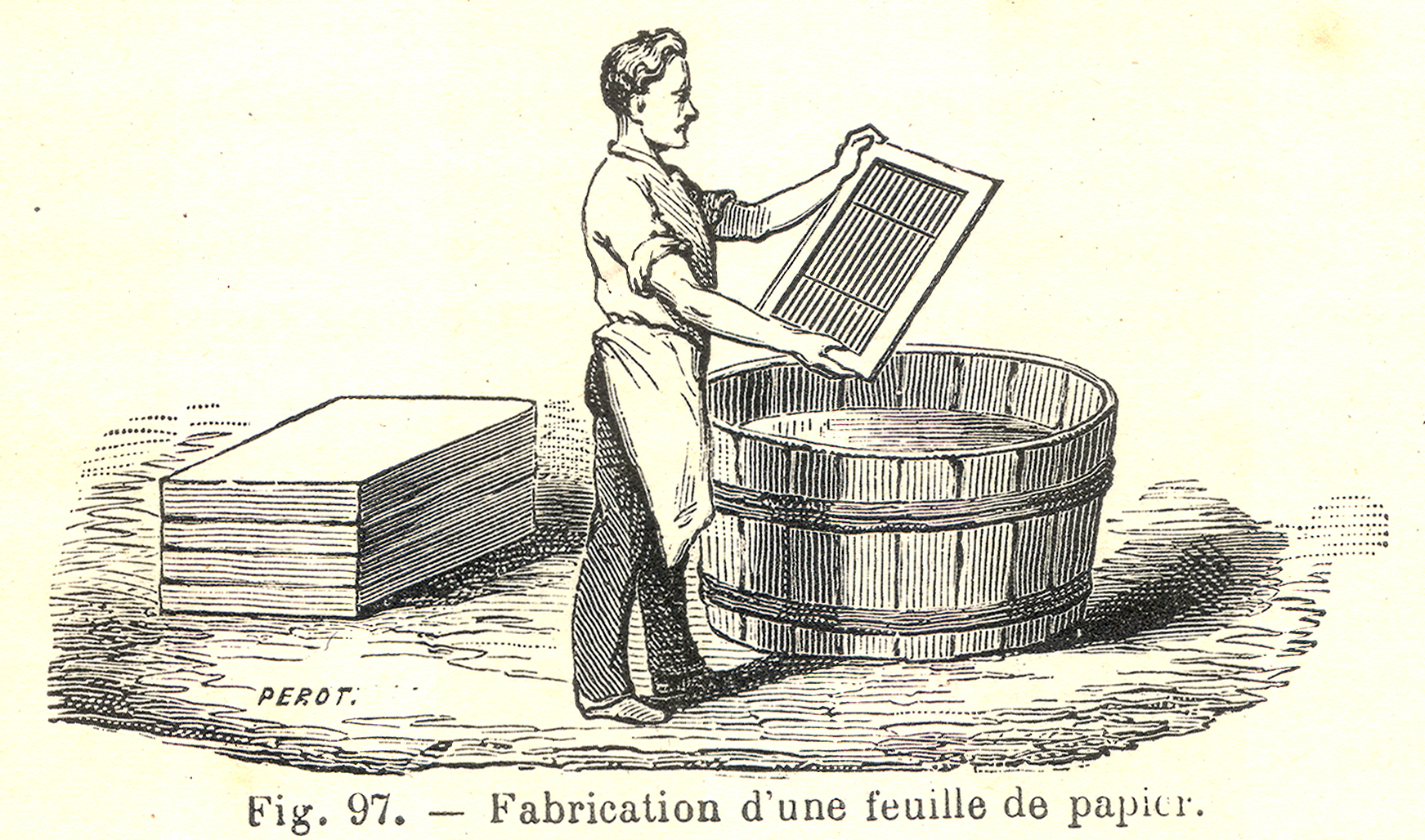
Fabricación artesanal de una hoja de papel

En esencia, en el proceso tradicional para la fabricación de papel se prepara una suspensión de fibras en agua y se escurre en un tamiz, de manera que se produce una capa de fibras entrelazadas aleatoriamente. Acto seguido, se elimina el agua de esta capa mediante presión y secado. Antiguamente esas fibras se extraían de trapos o prendas viejas de algodón o de lino, o de la planta del cáñamo. La primera máquina que sustituye el proceso de producción manual se construyó en 1798 y luego fue mejorada en 1803 con el nombre de máquina de Fourdrinier.
Posteriormente, la mayor parte del papel se ha fabricado con pulpa de madera, debido a su menor coste. No obstante, las fibras textiles se seguirán empleando hasta hoy en día para la fabricación de papeles de alta calidad.

## Fabricación del papel (siglosXXyXXI)

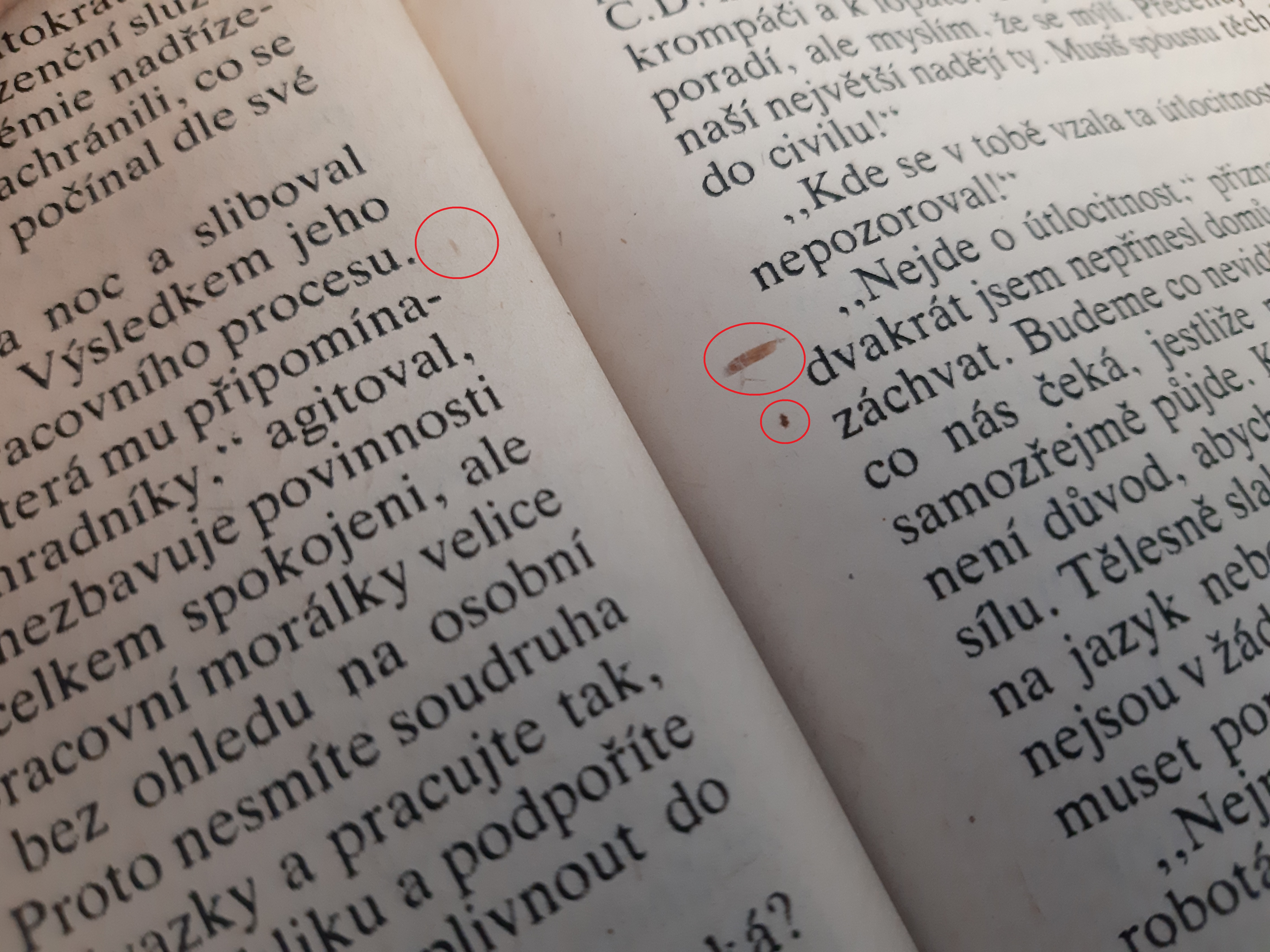
Papel de menor calidad (utilizado para imprimir el libro en 1991) con trozos de madera visibles

A continuación se describen distintos procesos que se emplean en la actualidad para la elaboración de papel:
Pulpa de trapos
Se crea a partir de fibras de algodón, lino o cáñamo. Fue la principal forma de hacer papel hasta mediados del siglo XIX, cuando comenzó la producción de papel de pulpa de madera. En la primera mitad de este siglo se pueden encontrar papeles de trapo formados en máquina. El proceso para obtener la pulpa de trapo es el siguiente:
- Clasificación (se separa por el tipo de fibra y estado de la tela)
- Troceado (se cortan los retazos a un tamaño uniforme)
- Lavado (se limpian impurezas)
- Blanqueado (se eliminan tintas y colorantes)
- Macerado (se deja "pudrir" la tela en una tinaja con agua)
- Bateado (se golpean las telas con mazos de madera mientras una corriente de agua limpia las impurezas hasta deshacerlas por completo con lo que se genera el desfibrado). El material desfibrado se mezcla con agua hasta obtener una pasta, la cual se extrae de los contenedores por medio de un molde o malla permitiendo la filtración del agua, para después ser prensada y secada para obtener la hoja de papel de trapo. La mayoría de este tipo de papeles presenta verjurado y marca de agua.

Pulpa mecánica de madera
Comienza su producción a mediados del siglo XIX, y se compone de pulpa elaborada a partir de fibras de madera. El mayor porcentaje de la pulpa de este papel proviene de procesos mecánicos, por lo que las fibras son pequeñas y débiles además de que cuenta con cierto porcentaje de lignina, la cual con el tiempo lo vuelve amarillento y quebradizo.
A fines del siglo XIX se desarrollaron otros procesos para obtener papel a partir de madera como son los de pulpa química, en cuyo proceso se elimina la lignina generando papeles más resistentes a los de pulpa mecánica.
Hay dos tipos de pulpa química: la generada al sulfito, en la cual se calienta la pulpa de madera y se le agrega ácido sulfuroso y bisulfito cálcico, y la generada al sulfato, en que se sustiye el bisulfito por sulfato de sodio : La mayoría de estos papeles son de apariencia lisa y no presentan verjurado.
Pasta morenaSe obtiene simplemente desfibrando la madera después de haberla lavado y hervido (para eliminar materias incrustantes y facilitar el desfibrado). Se consigue una pasta de fibras largas y resistentes. Se emplea para la elaboración de cartones, papel de embalaje, sacos de papel, etc.
Pasta de pajaSe obtiene de cereales y de arroz. Posee un color amarillento y se emplea para la elaboración de papeles de carnicería y para el interior del cartón ondulado.
Pasta de recortesEl recorte de papel se mezcla con las pastas para abaratar los costos. Según de dónde proceda el recorte se dividen en las siguientes categorías:
- De cortes de bobina: en la fábrica al cortar las bobinas, papeles de buena calidad.
- De guillotina: aquí se clasifica según la blancura, composición, etc.
- Recortes domésticos: estos provienen de las oficinas, para elaborar papeles de baja calidad.
- De la calle o impresos: solo utilizado para fabricar cartón gris.

### Tipos de papel

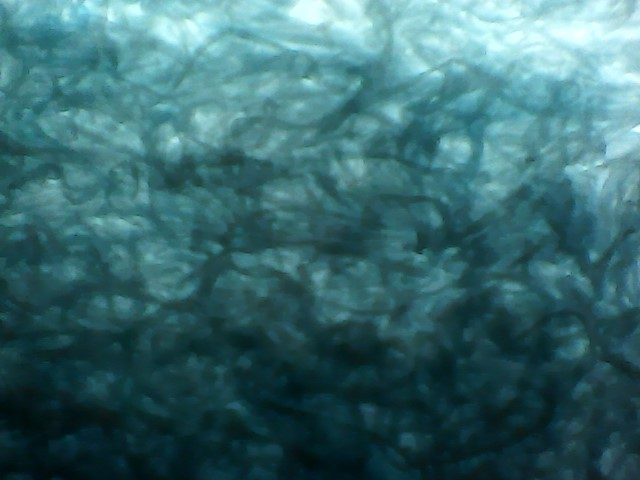
Foto de papel tissue

Papel cristalPapel traslúcido, muy liso y resistente a las grasas, fabricado con pastas químicas muy refinadas y subsecuentemente calandrado. Es un similsulfurizado de calidad superior fuertemente calandrado. La transparencia es la propiedad esencial. Papel rígido, bastante sonante, con poca mano, sensible a las variaciones higrométricas. A causa de su impermeabilidad y su bella presentación, se emplea en empaquetados de lujo, como en perfumería, farmacia, confitería y alimentación. Vivamente competido por el celofán o sus imitaciones.
Papel de estraza o papel kraftPapel de elevada resistencia fabricado básicamente a partir de pasta química kraft (al sulfato). Puede ser crudo o blanqueado. En ocasiones y en algunos países se refiere al papel fabricado esencialmente con pastas crudas kraft de maderas de coníferas. Los crudos se usan ampliamente para envolturas y embalajes y los blanqueados, para contabilidad, registros, actas, documentos oficiales, etc. El término viene de la palabra alemana para resistencia.
Papel libre de ácidoEn principio, cualquier papel que no contenga ningún ácido libre. Durante su fabricación se toman precauciones especiales para eliminar cualquier ácido activo que pueda estar en la composición, con el fin de incrementar la permanencia del papel acabado. La acidez más común proviene del uso de aluminio para precipitar las resinas de colofonia usadas en el encolado, de los reactivos y productos residuales del blanqueo de la pasta (cloro y derivados) y de la absorción de gases acídicos (óxidos de nitrógeno y azufre) de atmósferas contaminadas circundantes. Un proceso de fabricación de papel ácido es incompatible con la producción de papeles duraderos.
Papel de liarUn papel de fumar o papel de liar es un papel que se utiliza para liar cigarrillos. El papel de fumar tiene un extremo engomado, con un gramaje que oscila entre 12 y 25 g/m² en función de su composición, marcas y usos. Entre las marcas más renombradas podemos nombrar a tres de los más populares, Smoking, OCB y Rizzla.
Por su finura, el papel de fumar se puede utilizar en una máquina herramienta, para ayudar al operador cuando tiene que tarar la herramienta (con la superficie de trabajo).
Papel linerPapel de gramaje ligero o medio que se usa en las cubiertas, caras externas, de los cartones ondulados. Se denomina kraftliner cuando en su fabricación se utiliza principalmente pasta al sulfato (kraft) virgen, cruda o blanqueada, normalmente de coníferas. La calidad en cuya fabricación se utilizan fibras recicladas se denomina testliner, a menudo constituido por dos capas.
Papel (cartón) multicapaProducto obtenido por combinación en estado húmedo de varias capas o bandas de papel, formadas separadamente, de composiciones iguales o distintas, que se adhieren por compresión y sin la utilización de adhesivo alguno.
Papel pergamino vegetalPapel sulfurizado verdadero.
Papel símil-pergaminoPapel sulfurizado verdadero.
Papel higiénicoEl papel higiénico (denominado también rollo higiénico, papel de baño, papel sanitario o papel toilette) es un tipo de papel fino que se usa para la limpieza anal y genital tras el acto de la defecación o la micción. Puede estar perfumado o no. Su formato más común es el de rollo de papel, pero también es posible encontrarlo en paquetes. Se suele vender en mercados, supermercados y farmacias en paquetes de varias unidades. El papel suele estar diseñado para que se descomponga en contacto con el agua, al contrario de las toallas de papel para las manos. En algunos casos se elaboran papeles especiales para no dañar o atascar los pozos sépticos.
Papel similsulfurizadoPapel exento de pasta mecánica que presenta una elevada resistencia a la penetración por grasas, adquirida simplemente mediante un tratamiento mecánico intensivo de la pasta durante la operación de refinado, que también produce una gelatinización extensiva de las fibras. Su porosidad (permeabilidad a los gases) es extremadamente baja. Se diferencia del sulfurizado verdadero en que al sumergirlo en agua, durante un tiempo suficiente, variable según la calidad, el símil pierde toda su resistencia mientras que el sulfurizado conserva su solidez al menos en parte.
Papel sulfurizadoPapel cuya propiedad esencial es su impermeabilidad a los cuerpos grasos y, asimismo, una alta resistencia en húmedo y buena impermeabilidad y resistencia a la desintegración por el agua, incluso en ebullición. La impermeabilización se obtiene pasando la hoja de papel durante unos segundos por un baño de ácido sulfúrico concentrado (75 %, 10 °C) y subsiguiente eliminación del ácido mediante lavado. Al contacto con el ácido, la celulosa se transforma parcialmente en hidrocelulosa, materia gelatinosa que obstruye los poros del papel y lo vuelve impermeable.
Papel tisúPapel de bajo gramaje, suave, a menudo ligeramente crespado en seco, compuesto predominantemente por fibras naturales, de pasta química virgen o reciclada, a veces mezclada con pasta de alto rendimiento (químico-mecánicas). Es tan delgado que difícilmente se usa en una simple capa. Dependiendo de los requerimientos se suelen combinar dos o más capas. Se caracteriza por su buena flexibilidad, suavidad superficial, baja densidad y alta capacidad para absorber líquidos. Se usa para fines higiénicos y domésticos, tales como pañuelos, servilletas, toallas y productos absorbentes similares que se desintegran en agua.
Papel permanenteUn papel que puede resistir grandes cambios físicos y químicos durante un largo período (varios cientos de años). Este papel es generalmente libre de ácido, con una reserva alcalina y una resistencia inicial razonablemente elevada. Tradicionalmente la comunidad cultural ha considerado crucial usar fibras de alta pureza (lino o algodón) para asegurar la permanencia del papel. Hoy en día, se considera que se ha de poner menos énfasis en el tipo de fibra y más sobre las condiciones de fabricación. Un proceso de fabricación ácido es incompatible con la producción de papeles permanentes.
Papel flutingPapel fabricado expresamente para su ondulación para darle propiedades de rigidez y amortiguación. Normalmente fabricado de pasta semiquímica de frondosas (proceso al sulfito neutro, NSSC), pasta de alto rendimiento de paja de cereales o papel recuperado, se usa en la fabricación de cartones ondulados.
Papel de piedraEs una combinación de carbonato de calcio (80 %) con una pequeña cantidad de resinas no tóxicas (20 %) para crear un sustrato sostenible fuerte. El carbonato de calcio proviene mayoritariamente de desperdicios de la industria de construcción, como el mármol, la caliza y el yeso, que son molidos en un polvo muy fino. El polietileno proviene en parte de residuos postindustriales reciclados y actúa como un ligante para el carbonato de calcio. De la simbiosis de esos materiales resulta un producto que resiste fuertemente, tanto al agua como a las roturas. Es un proceso de fabricación ecológico y de los más modernos, durante el proceso de producción el consumo de energía representa aproximadamente el 50 % de lo que se consume fabricando pasta de papel normal, no hace falta utilizar para nada el agua y no se emite ningún gas tóxico.
Papel ChinaTambién llamado papel de China, los primeros papeles se crearon a partir de capullos y residuos de seda sumergidos en agua, los cuales se molían y se pulverizaban y que, agregando agua, quedaban reducidos a un barro que se extendía sobre una estera de ramas muy finas. El agua se filtraba a través de la estera y el barro, al secarse, daba origen a un pliego de papel de mala calidad para la escritura. Por ello y por su maleabilidad, se usaron principalmente para envolver, hacer lamparillas o faroles y cometas (papalotes, barriletes, papaventos, etcétera). Para darle mayor atractivo al delicado papel, se le añadió algunas veces color.

### Propiedades
Durabilidad del papelLa durabilidad expresa principalmente la capacidad del papel para cumplir sus funciones previstas durante un uso intensivo y continuado, sin referencia a largos periodos de almacenado. Un papel puede ser durable (al resistir un uso intensivo durante un tiempo corto) pero no permanente (debido a la presencia de ácidos que degradan lentamente las cadenas celulósicas).
Estabilidad dimensionalCapacidad de un papel o cartón para retener sus dimensiones y su planidad cuando cambia su contenido en humedad, por ejemplo, bajo la influencia de variaciones en la atmósfera circundante. Un alto contenido en hemicelulosas promueve el hinchamiento de las fibras y su inestabilidad.
ManoTérmino aplicado a un papel que expresa la relación entre su espesor y el gramaje. Su valor disminuye cuando aumentan la compactación y la densidad de la hoja.
PermanenciaSe refiere a la retención de las propiedades significativas de uso, especialmente la resistencia mecánica y el color, después de prolongados períodos. Un papel puede ser permanente (retiene sus características iniciales) pero no durable, debido, por ejemplo, a su baja resistencia inicial.
ResilienciaCapacidad del papel para retornar a su forma original después de haber sido curvado o deformado. La presencia de pasta mecánica en la composición confiere dicha propiedad.
CarteoCombinación de tacto y sonido que produce una hoja de papel cuando se agita manualmente.
PermeableLa capacidad de dejarse penetrar por líquidos es alta.

## Etapas del proceso
RefinadoLa pasta se refina para desfibrar y cortar las fibras a fin de adaptarlas al tipo de papel deseado. De este proceso depende el grado de resistencia que tendrá el papel al doblado, reventado y rasgado.
El papel puede sufrir dos tipos de refinamiento: graso o magro:
- el graso deja las fibras muy hidratadas dotando al papel de resistencia, rigidez y cierta transparencia, pero le quita flexibilidad y lo hace quebradizo, con dificultad para el plegado (papeles vegetales, de fumar, pergaminos).
- el magro deja las fibras enteras o truncadas, lo que le da al papel flexibilidad, facilidad para el plegado, grosor, blandura y opacidad (son por ejemplo los papeles absorbentes, de impresión, offset, etc.).

EncoladoEn esta etapa, se le añade cola al papel, para evitar que sobre el papel se corra la tinta al imprimir o escribir. De este proceso depende el grado de permeabilidad.
El encolado se puede realizar en dos momentos: en masa o en superficie:
- en masa se realiza en el transcurso de la fabricación, en el momento en el que se preparan las masas (las pasta).
- en superficie cuando el papel está casi seco, en el tercio de la sequería.

El encolado consiste en la adición de productos hidrófobos como colas de resina, gelatina, colas reforzadas y productos fijantes como sulfato de aluminio (llamado frecuentemente y de forma incorrecta sulfato de alúmina).
La finalidad es evitar la penetración de líquidos en el papel que originan problemas de resistencia y de impresión (por ejemplo los caracteres pueden perder nitidez).
El encolado en masa retarda la penetración de líquido a través de la envoltura hacia los materiales. La porosidad disminuye si se utilizan gelatinas como cola. La blancura también disminuye ya que las sustancias que se emplean son menos blancas que la celulosa. La opacidad también disminuye (en general el encolado disminuye las características físicas de los papeles como pliegues, alargamiento, estallido, etc.).
Sirve también para favorecer la retención del siguiente paso: la incorporación de cargas y la mejora de la uniformidad del color.
CargasSon productos en polvo (normalmente procedentes de la molturación de rocas) que contribuyen a darle cuerpo al papel, además de contribuir sustancialmente a conseguir otras características como disminuir el brillo, aumentar la resistencia mecánica, crear una microporosidad adecuada para su transpirabilidad, facilitar su lijado, aumentar su poder de relleno, etc.
Las cargas más utilizadas son minerales como piedra caliza (carbonato de calcio), caolín, mica, talco, sílice, yeso, baritina (sulfato de bario) o sustancias orgánicas como fécula de patata, almidón, etc.
Como las cargas son más económicas que la celulosa, disminuye el precio del papel. Los productos de carga rellenan todos los vacíos existentes entre las fibras, con lo cual el papel adquiere una superficie uniforme, al mismo tiempo que se ablanda, reducen su transparencia y mejoran las condiciones para la impresión.
La blancura del papel, su brillo u opacidad, dependen de la clase de producto de carga. El grano más fino, por ejemplo, produce mayores opacidades y una blancura más elevada. Las cargas son productos que dan cuerpo al papel que no posee mucha celulosa. La proporción de cargas que se le añade a las pastas varía proporcionalmente a su calidad (más carga, peor calidad).
PigmentosAl igual que las cargas, rellenan los huecos del papel dando más opacidad y blancura. Se diferencian de éstas por el modo en que se aplican y porque las partículas son más pequeñas. Los pigmentos se aplican en superficie y las cargas en masa.
ColoraciónSe le añaden a la pasta sustancias colorantes de naturaleza mineral u orgánica (según el tipo de papel). Los colores obtenidos de sustancias minerales son más resistentes a la luz que los derivados orgánicos.
Se puede añadir el color en masa (en las mezcladoras) o en algunos tipos de papel se efectúa cuando se forma la hoja en la máquina continua.
Agente de Blanqueo Óptico (A.B.O.)El agente de blanqueo óptico se utiliza para dar un efecto visual de mayor blancura al papel. Es el responsable de que se vea ese brillo azulado cuando el papel está bajo una luz ultravioleta.
LigantesDebido al carácter orgánico de las fibras y el carácter inórganico de algunos aditivos (cargas, pigmentos...) se necesitan los ligantes para poder unirlos entre sí. Estos crean unos «puentes» que unen los aditivos entre sí y después los unen a la fibra. Los más utilizados son:
- almidón
- látex
- alcohol polivinílico.

## Procesos de elaboración (máquina continua)
La pasta del refinado pasa a unos depósitos de reserva (llamados tinas) donde unos agitadores mantienen la pasta en continuo movimiento. Luego pasa por un depurador probabilístico y por uno dinámico o ciclónico. El depurador probabilístico separa las impurezas grandes y ligeras (plásticos, astillas...) y los dinámicos separan las impurezas pequeñas y pesadas (arenas, grapas...) Luego la pasta es llevada a la caja de entrada mediante el distribuidor, que transforma la forma cilíndrica de la pasta (llega a las tinas por una red de distribución de tuberías) en una lámina ancha y delgada.
Después llega a la mesa de fabricación, que contiene una malla metálica de bronce o de plástico, que al girar constantemente sobre los rodillos, hace de tamiz que deja escurrir parte del agua, y a la vez realiza un movimiento de vibración transversal para entrelazar las fibras. Las telas transportan al papel por unos elementos desgotadores o de vacío, entre ellos nos encontramos los foils, los vacuofoils, las cajas aspirantes, el rodillo desgotador o Dandy Roll y el cilindro aspirante. La función de estos elementos es la de absorber el agua que está junto a las fibras, haciendo que la hoja quede con un buen perfil (espesor) homogéneo en todo el ancho.
Después la hoja es pasada por las prensas. Estas están provistas de unas bayetas que transportan el papel y a la vez absorben el agua de la hoja cuándo esta es presionada por las prensas. El prensado en húmedo consta de 4 fases:
1.ª fase, compresión y saturación de la hojaEl aire abandona los espacios entre fibras y su espacio es ocupado por el agua, hasta llegar a la saturación de la hoja, que es cuando la hoja no puede absorber más agua.
2.ª fase, compresión y saturación de la bayetaSe crea una presión hidráulica en el papel y el agua empieza a pasar del papel a la bayeta hasta llegar a la saturación de esta.
3.ª fase, expansión de la bayetaLa bayeta se expansiona más rápido que el papel y sigue absorbiendo agua hasta la máxima sequedad de la hoja.
4.ª fase, expansión de la hojaSe crea una presión hidráulica negativa y el agua vuelve de la bayeta al papel, en este momento hay que separar la hoja de la bayeta lo más rápidamente posible.
Después del prensado en húmedo la hoja pasa a los secadores donde se seca mediante unos cilindros que son alimentados con vapor. La hoja es transportada por unos paños que ejercen una presión sobre los secadores para facilitar la evaporación del agua de la hoja.
De los secadores el papel llega a la calandria o calandra. Estos son cilindros superpuestos verticalmente y apretados entre sí en cuyo interior puede circular vapor para calentar el papel, o agua para refrescarlo (según el tipo de papel que se desee fabricar). Así se le da al papel un ligero alisado que puede ser definitivo (si se está fabricando papel alisado) o preparatorio para la calandria de satinado (en la que según la intensidad de la presión de los cilindros, se obtienen diferentes satinados). Este proceso, además de alisar y compactar la estructura del papel, da mayor brillo a la superficie del papel.
Finalmente el papel llega al plegador donde se procede a recogerlo en una bobina.

## Manufactura
Las fibras para su fabricación requieren de unas propiedades especiales, como alto contenido en celulosa, bajo costo y fácil obtención, por lo que las más comúnmente usadas son las vegetales. La materia prima más común es la pulpa de celulosa, proveniente de madera de árboles, principalmente pinos, por su precio y la calidad de su fibra (muy larga), y eucaliptos, pues es muy barata y resistente. También se utilizan otros materiales, como el algodón y el cáñamo. Dependiendo del tipo de materia prima utilizada y del proceso al que esta haya sido sometida, los productos obtenidos serán distintos en cuanto a calidad de la pasta del papel, así como a tipos de papel y cartón. Asimismo, también dependerá del tipo de maquinaria empleada en cada proceso.
Se describe la producción de papel, ya que el proceso de obtención de pasta o pulpa es un tema totalmente diferente.

### Preparación de las fibras

#### Papel reciclado
Obtención de papel con materia prima reciclada. Los pasos de formación de la hoja y su manipulación son los mismos. La diferencia radica en que el material utilizado ya es papel. Este es obtenido en su mayor parte de los sobrantes de edición (mejor calidad, menos utilizado, más limpio y homogéneo) y de las recogidas selectivas (papel más sucio por estar utilizado y desconocerse su composición exacta, periódicos mezclados con revistas, cajas de cartón usadas, etc.).

#### Papel de pasta virgen
Una vez que se tiene la pulpa de celulosa, obtenida por medios químicos (pasta química o Wood Free, que se consigue disolviendo la lignina) o medios mecánicos (pasta mecánica, que no elimina la lignina sino que separa las fibras por fricción), hay que acondicionarla para el proceso de fabricación.

##### Pulper

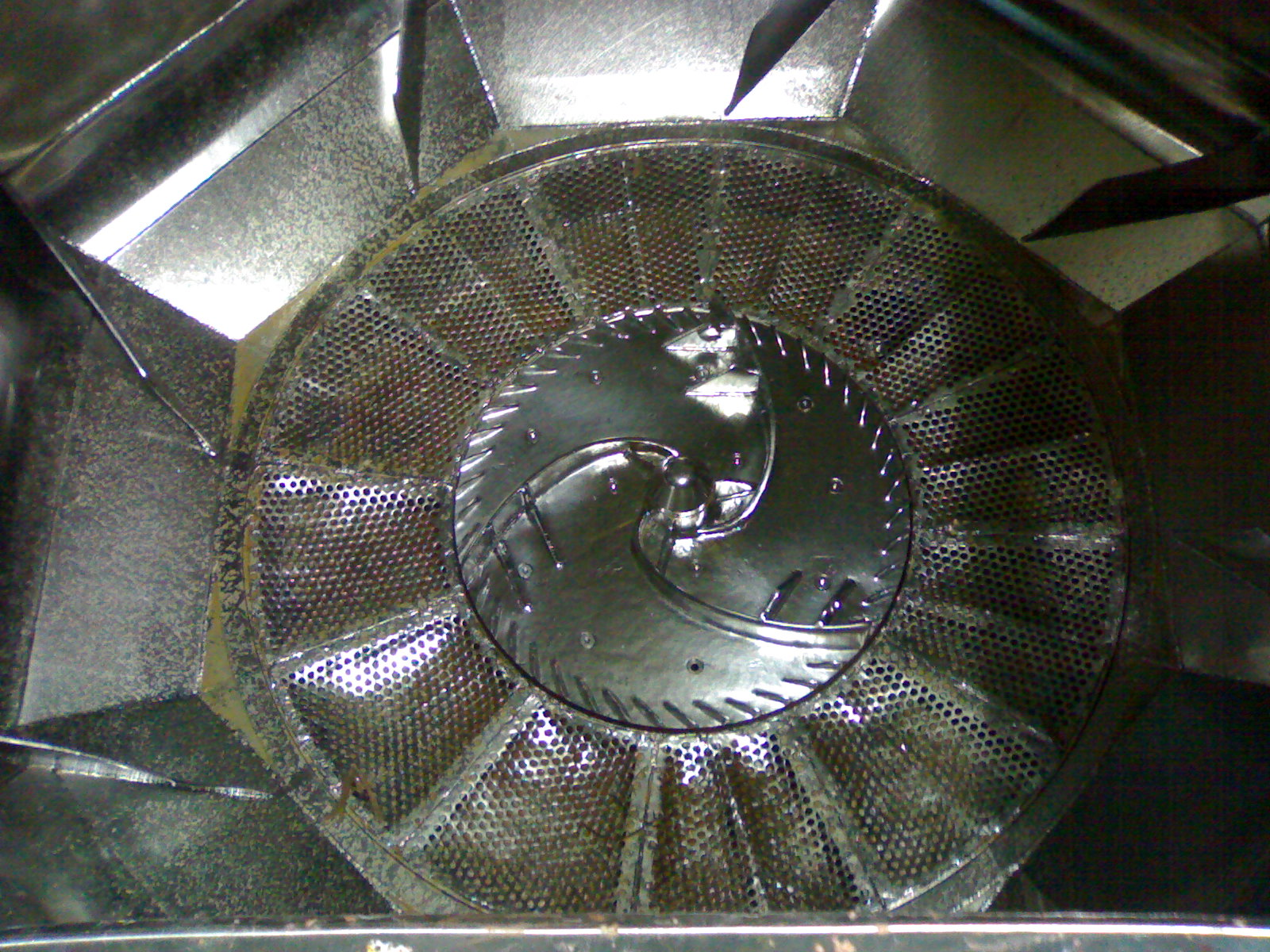
Vista de la hélice de un pulper

La pasta se prepara en un aparato llamado pulper (dispositivo semejante a una gran batidora), donde se mezcla agua con la pasta de papel. La pasta puede estar en forma de fardos y balas (muchas hojas de pasta de papel), a granel (pasta de papel desmenuzada) o, si se trata de una fábrica integrada cuyo proceso de pasta y de papel se realiza en la misma factoría, en suspensión de agua.
El pulper es una gran cuba, normalmente a nivel inferior al del suelo, en cuyo interior se encuentra una gran hélice. Al añadir la pasta de papel, comienza el proceso de disgregación de fibras, primero por el impacto al caer los fardos, después por el rozamiento de la hélice con la pasta y finalmente por el rozamiento de las mismas fibras entre sí. Esta acción genera calor que ayuda a la dispersión.
Según el tipo de producción, se puede usar papel viejo, obteniendo un papel de menor calidad (papel reciclado). Aunque siempre se mezcla con pasta virgen, ya que las fibras se estropean, se rompen y dejan de ser útiles para la fabricación. Es imposible reciclar o reutilizar papel indefinidamente.

### Refino
Después, las fibras en suspensión se han de tratar físicamente mediante un proceso de fricción, para aumentar su capacidad de «afieltrarse» y unirse entre sí. A este proceso se le llama «refino». Consiste en frotar las fibras entre sí y contra unos discos metálicos. Esto hace que se rompan parcialmente y se creen una especie de pelos que son los que crearán los puentes de hidrógeno y darán al papel mayor resistencia a la tracción.
Cada tipo de fibra papelera y cada tipo de papel usan una refinación distinta que se adecua a cada necesidad. Al aumentar el grado de refinación de una pasta disminuye su opacidad, aumenta la resistencia a la tracción y disminuye la porosidad. Así, el papel cebolla (típico papel usado en dibujo, semitransparente) está muy refinado.
Una vez refinado, pasa por varias tinas (contenedores de líquidos) donde se le añaden aditivos tales como colorantes, cargas minerales (para añadir blancura, disminuir porosidad, etc.), productos especiales (para aumentar la resistencia al agua, a la tracción, etc.).
Una vez se le han añadido todos los elementos que se necesitan y la pasta ha reposado un pequeño tiempo para eliminar la latencia (propensión de la fibra a enredarse, convirtiéndose en pegotes), llega a la máquina de papel donde será tratado para ser después secado en un sitio secante.

### La máquina de papel
Es el elemento más importante. Es el lugar donde la pasta en suspensión se convierte en papel. Aunque hay varios tipos, la más extendida es la máquina de mesa plana, derivada de la primera máquina inventada por Fourdrinier en tiempos de Napoleón.

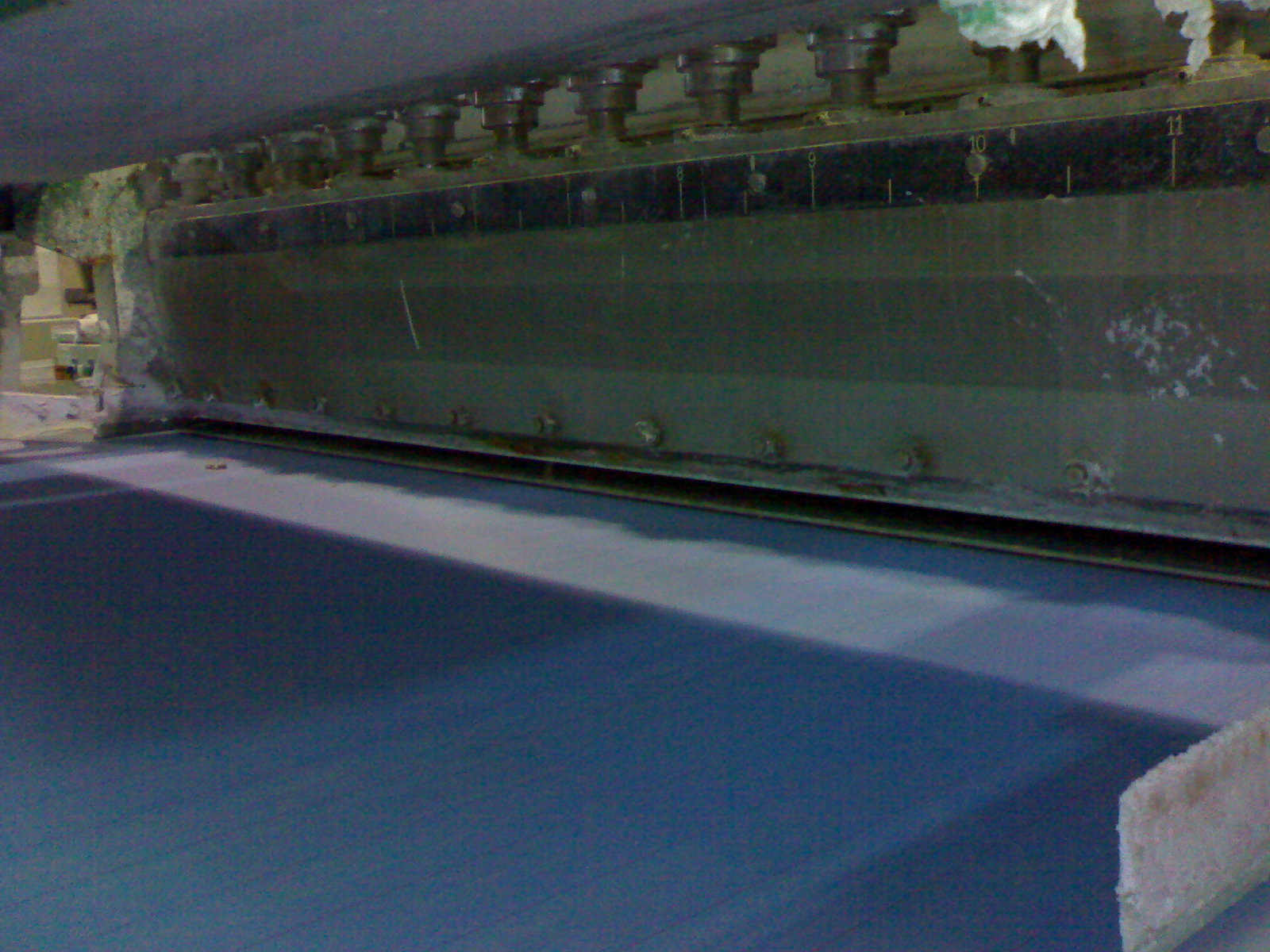
Vista de los labios de la cabeza de máquina

Consta de varios elementos, se citan los más importantes por orden de utilización y la utilidad que desempeñan.

#### Cabeza de máquina
Se encarga de expulsar la pasta de papel en una fina capa sobre la tela de la máquina de papel.
Es una caja alargada, en cuyo interior circula la pasta. En su extremo inferior, tiene una abertura en su largo por donde sale la película de pasta. El ancho de esta abertura se controla con unos labios, que al aumentar su distancia entre sí dejan caer más o menos cantidad. Controlando la salida de pasta de los labios se obtienen distintas propiedades de la hoja formada.
Al salir de los labios, cae directamente en la tela de máquina, esta en su inicio, se le da un movimiento horizontal para mitigar un sentido de la fibra pronunciado.
Al caer las fibras tienden a colocarse en una posición paralela al movimiento de la tela, si no se elimina en parte, el papel tendrá una serie de características no adecuadas, como menor estabilidad dimensional (al humedecerse el papel, las celulosa se hincha, si todas las fibras van en el mismo sentido, se hincharán más en sentido longitudinal que en el transversal), mayor desgarro (fibras menos unidas).

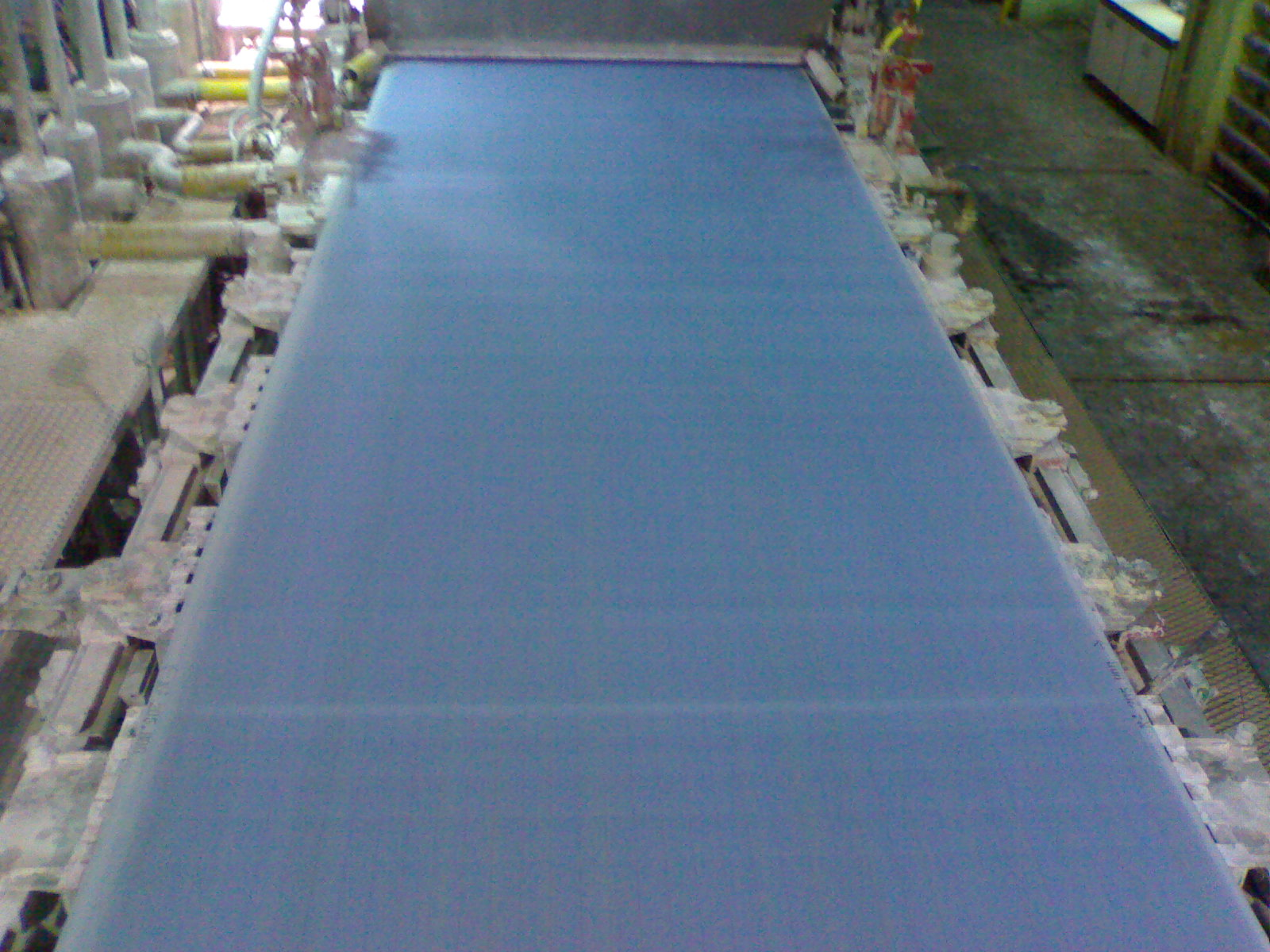
Tela de la máquina de papel

Un experimento sencillo para descubrir el sentido de la fibra: tomar una hoja de periódico (tienen el sentido muy marcado), desgarrarla (sin tijeras, usar las manos), primero en el sentido de las letras impresas y después en el contrario, puede verse que en un sentido sale una línea casi recta, mientras que en el otro es complicado conseguir.
En otros papeles de gran calidad esta diferencia es casi imperceptible, se han de realizar ensayos más complicados (rigidez por ejemplo).

#### Tela

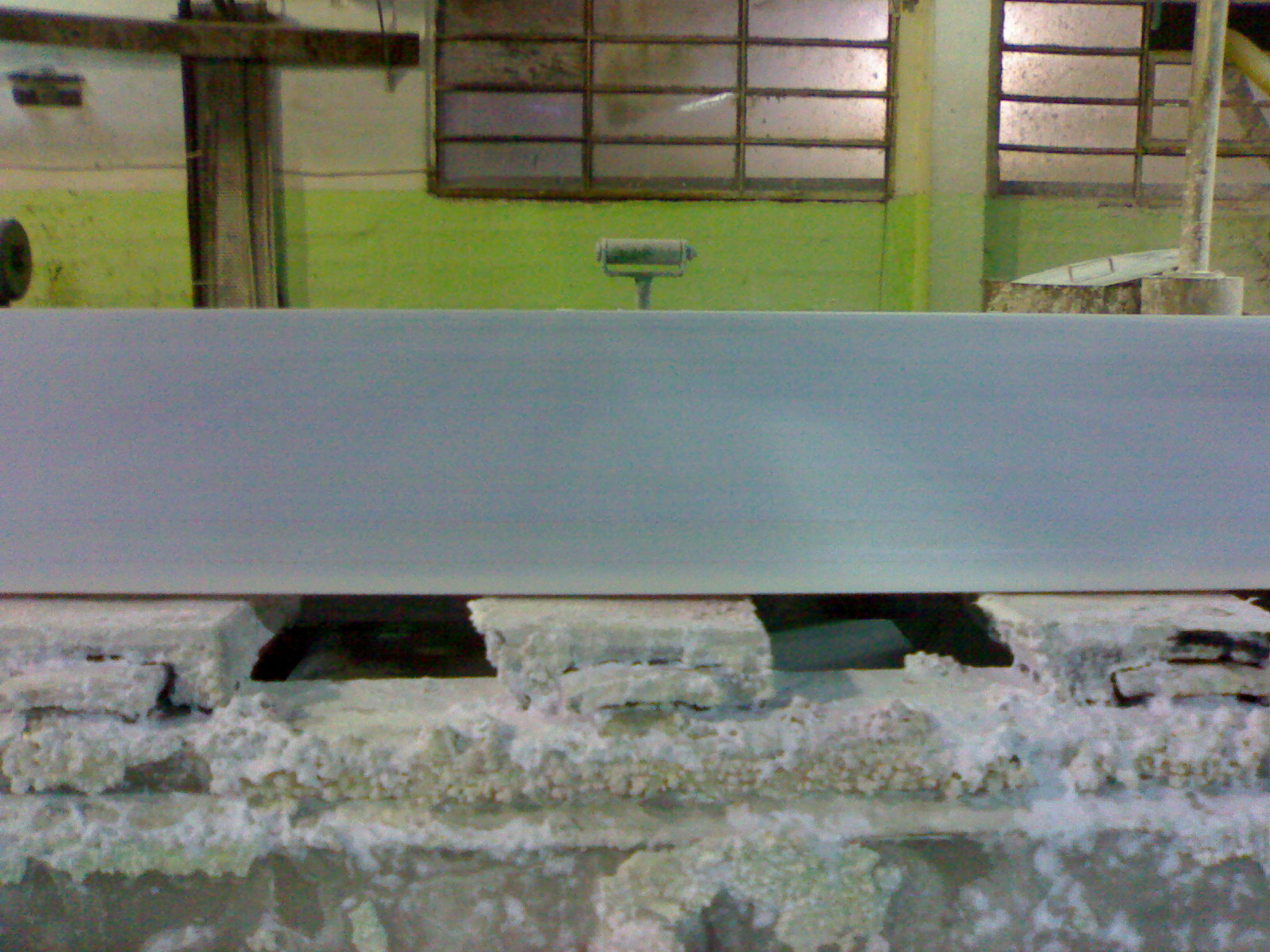
Detalle de los foils

Es una malla muy fina donde se coloca la pasta de papel y comienza el desgote y secado.
La primera parte del secado es por gravedad, el agua cae atravesando la tela y las fibras quedan retenidas en la parte superior.
Después, el exceso de agua no desgota por sí solo, por lo que hay que ayudarlo con varios elementos.
- Foils

Unas piezas, generalmente de plástico, que se colocan en la parte inferior de la tela. Tienen un ligero ángulo de descenso que al contacto con la malla generan un cierto vacío.
- Vacuum foils

Lo mismo que los foils, pero además absorben el agua mediante bombas de vacío.
- Dandy

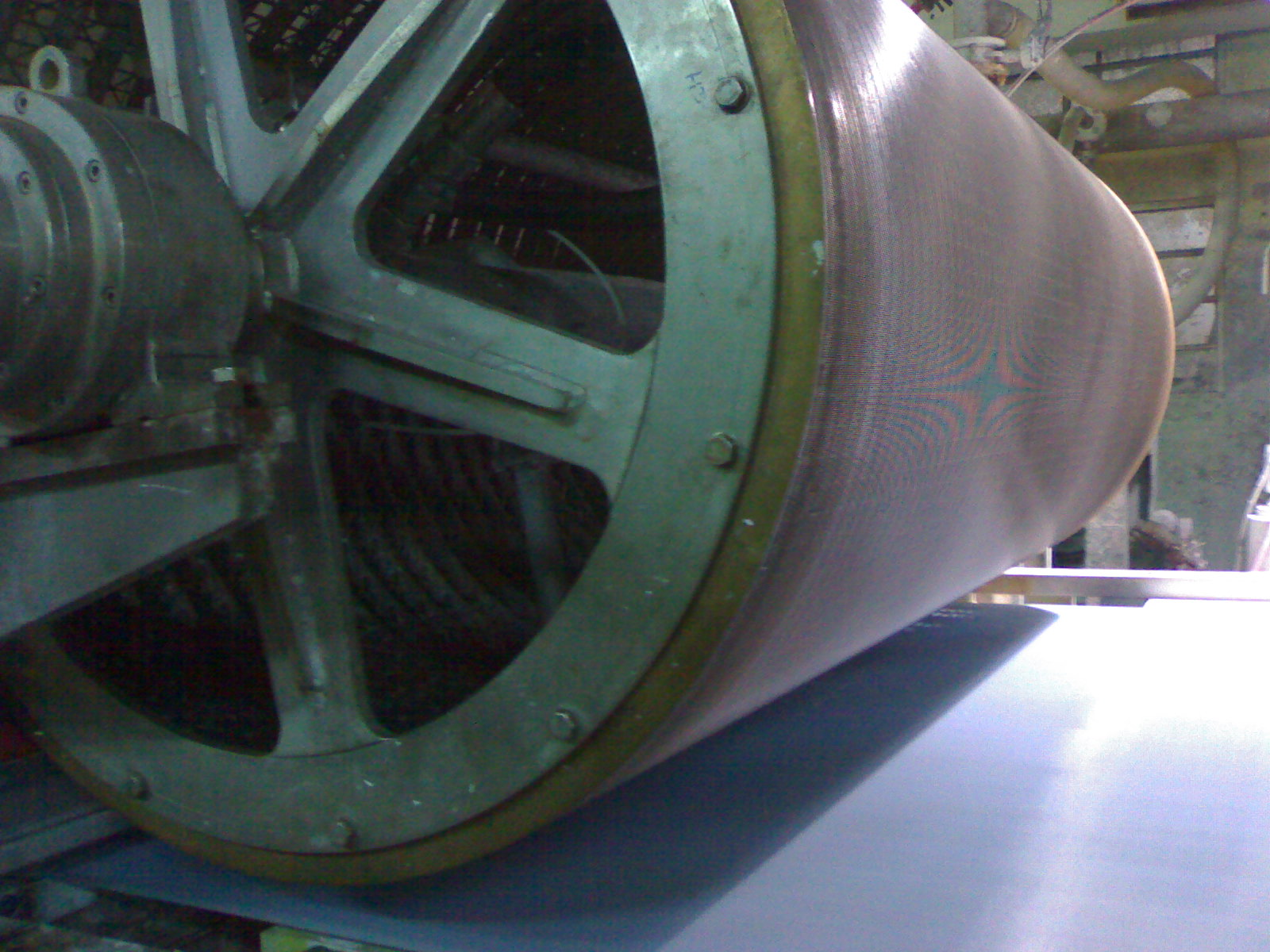
Dandy roll

Un gran rodillo hueco, cuyo exterior está recubierto de una malla. Se coloca en la parte superior de la tela en contacto directo con el papel. Mediante presión y, en algunos casos bombas de vacío, exprime el agua.
Además puede tener una serie de dibujos en relieve, que al presionar sobre el papel húmedo crea las marcas al agua. Es posible ver marcas de agua si se coloca, por ejemplo, un billete de banco al trasluz.
Al eliminar el agua en su mayor parte, el papel comienza a tener consistencia y se coloca en la sección de prensas y secadores.

#### Prensas y secadores

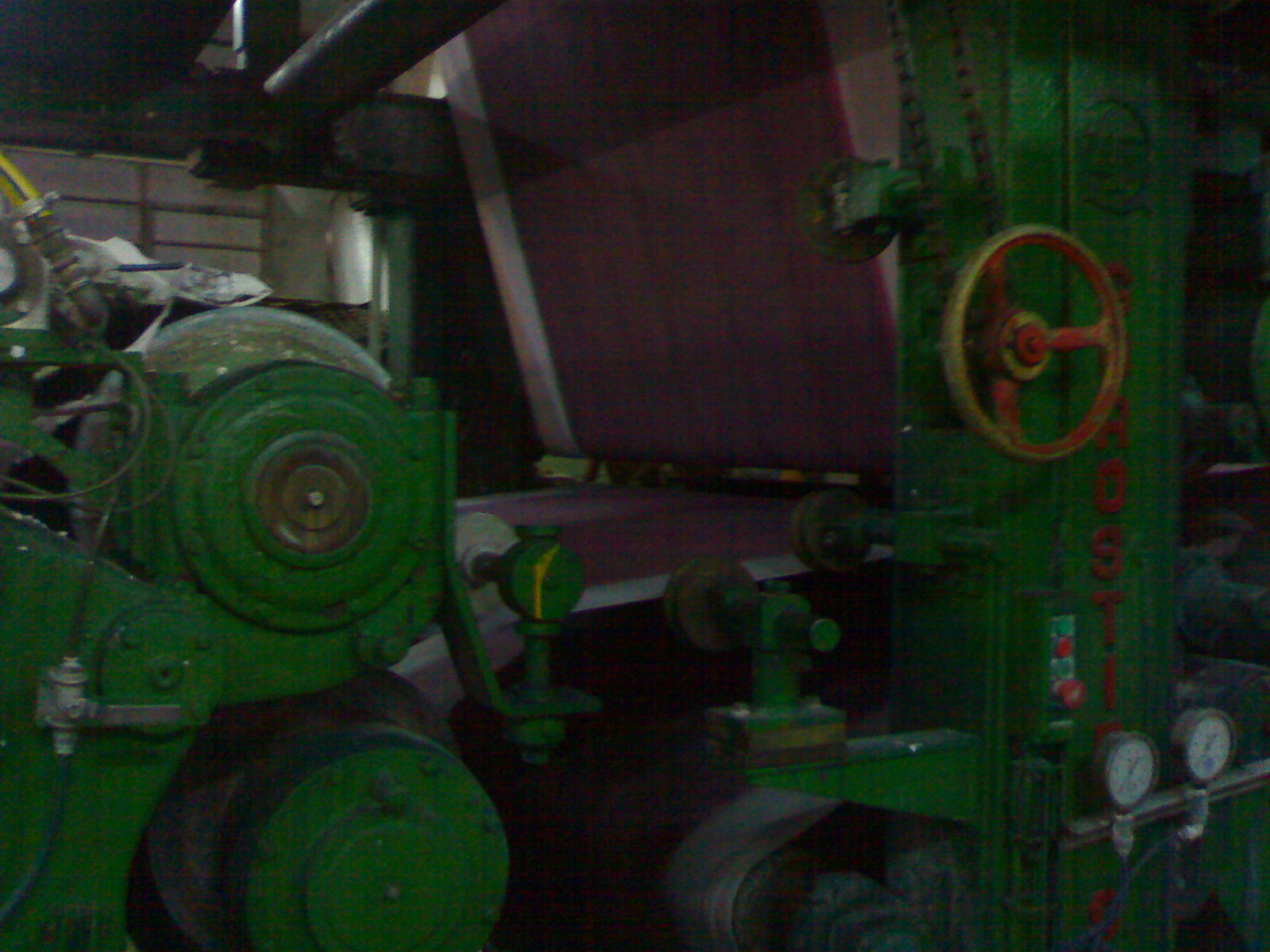
Rodillos de la zona de sequería

Una vez el papel ya ha adquirido consistencia, se ha de eliminar toda la humedad posible. Para esta etapa se usa presión y calor.
La presión se da por medio de pares de rodillos recubiertos de goma; entre los rodillos y la hoja de papel corre una cinta de fieltro que absorbe el agua escurrida por la presión del rodillo.
La banda de papel prensada se hace pasar por una serie de rodillos huecos por los que circula vapor a altas temperaturas. Para ello se acompaña con una manta de fieltro que evita que la hoja se aparte del cilindro ayudando al secado y guiando la hoja por ellos.

#### Cocina
Es un proceso aparte de la fabricación del papel en el que se elaboran los productos para ser aplicados a la superficie del papel para modificar aspectos del producto final. Después continúa otra serie más de prensas para terminar el secado.
Este producto aplicado en la máquina de papel es llamado preestucado. Luego el papel puede ser llevado a la máquina estucadora para serle aplicado el estucado que junto con una aplicación de presión y calor da brillo al papel.

#### Lisas y calandras
Una vez seco, las fibras se han unido convirtiéndose finalmente en lo que consideramos papel. En algunas ocasiones, se requiere un papel muy brillante, o con una lisura especial; esto se consigue presionando entre dos rodillos llamados lisas. Las calandras tienen varios rodillos metálicos colocados unos sobre otros, algunos calentados a vapor.
Otra aplicación de las lisas es la de modificar el calibre o grosor del papel mediante presión.

#### Pope
Finalmente, el papel fabricado se enrolla en grandes bobinas para su posterior uso. Es un cilindro refrescador con entrada y salida de agua para el correcto enrollado.

## Manipulado
Rebobinado
La máquina de papel entrega una hoja continua de ancho fijo y con defectos. En una etapa de rebobinado se eliminan los defectos y se corta la hoja por el largo de acuerdo con las necesidades de los usuarios. Las grandes bobinas que se obtienen en pope se transforman en bobinas terminadas más pequeñas y fáciles de manejar.
Corte
El transformado de bobinas de papel a papel cortado, se realiza en una máquina llamada cortadora.
El papel una vez cortado, se separa en paquetes:
- Resma: 500 hojas
- Media resma: 250 hojas
- Cuarta: 125 hojas
- Quinta: 100 hojas.

Estas medidas vienen dadas porque antiguamente el papel se contaba a mano. Se separaban las hojas de cinco en cinco (dedo = 5 hojas) equivalentes a un cuadernillo, con cada cinco cuadernillos de papel se formaba una mano (mano = 25 hojas), y veinte manos de papel formaban una resma.

Distintos formatos de papel

### Formatos
Para facilitar la impresión y economizar en gasto de papel, existen una serie de normas sobre el formato del papel.
En la mayoría de países europeos, la norma UNE (una adaptación de la norma DIN).
Los formatos más habituales son:
- Norma DIN Serie A

Más información sobre formatos de papel.

## Reciclaje

### Antecedentes

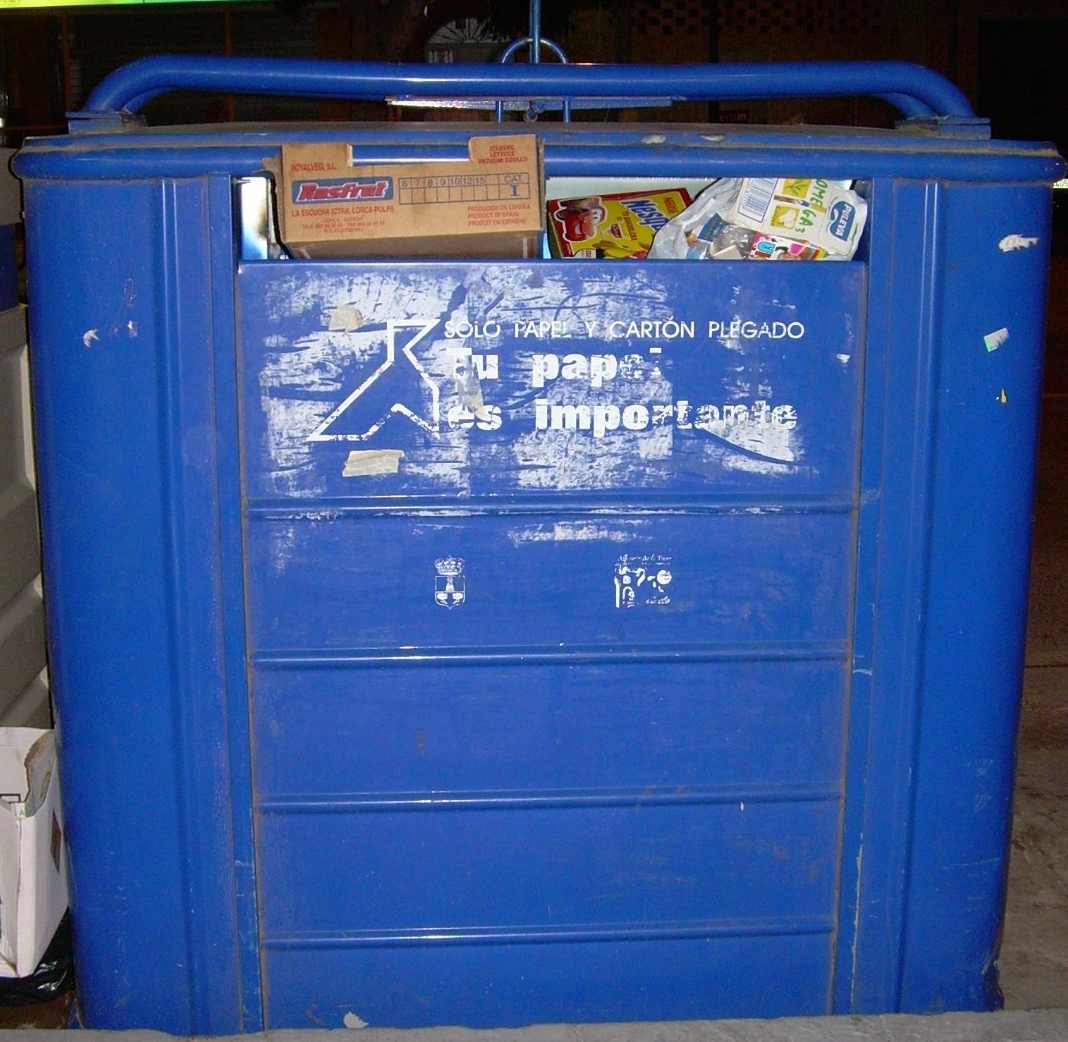
Contenedor de papel y cartón para reciclaje en España

Aunque antiguamente se obtenía papel de otras plantas (incluyendo el cáñamo del que se extrae una celulosa de alta calidad), la mayor parte del papel se fabrica a partir de los árboles. Para fabricar un kilogramo de papel convencional se utilizan cien litros de agua.[cita requerida]
Con papel y cartón se fabrican:
- Bolsas de papel para diversos usos.
- Cajas de cartulina para variados usos.
- Cajas de cartón corrugado.
- Bandejas de cartón y cartulina para repostería y para paquetes de bebidas.
- Papel para imprentas, oficinas y muchos tipos más.

En el mundo, la industria consume alrededor de cuatro mil millones de árboles cada año, principalmente pino y eucalipto. Las técnicas modernas de fabricación de pastas papeleras usan especies muy específicas de estos árboles.
El consumo de papel y cartón en Argentina alcanza 42 kg por persona al año; en Estados Unidos, 300 kg por persona al año, y en China y la India 3 kg por persona al año.
En Chile se producen entre cuatrocientas y quinientas mil toneladas de papel al año y se recupera alrededor del 47 %. La industria de la celulosa y el papel utiliza un tercio de la producción nacional de madera.
Con el reciclaje se ahorra un 25 % de energía en el proceso de fabricación.

### Reciclaje del papel y cartón
El papel de desecho puede ser triturado y reciclado varias veces. Sin embargo, en cada ciclo, del 15 al 20 % de las fibras se vuelven demasiado pequeñas para ser usadas. La industria papelera recicla sus propios residuos y los que recolecta de otras empresas, como los fabricantes de envases y embalajes y las imprentas.
El papel y el cartón se recolectan, se separan y posteriormente se mezclan con agua para ser convertidos en pulpa. La pulpa de menor calidad se utiliza para fabricar cajas de cartón. Las impurezas y algunas tintas se eliminan de la pulpa de mejor calidad para fabricar papel reciclado para impresión y escritura. En otros casos, la fibra reciclada se mezcla con pulpa nueva para elaborar productos de papel con un porcentaje de material reciclado.
Uno de los sectores industriales que ocupa gran cantidad de material de desecho es la fabricación de papel y cartón. En Chile, la Compañía Manufacturera de Papeles y Cartones, CMPC, es el principal comprador de estos desechos. En los comienzos, la Papelera compraba el material en su planta de Puente Alto. Con el aumento de los volúmenes comercializados, la Papelera creó una empresa subsidiaria, SOREPA, que desde 1972 es abastecida, a lo largo del país, por los recolectores independientes e intermediarios.

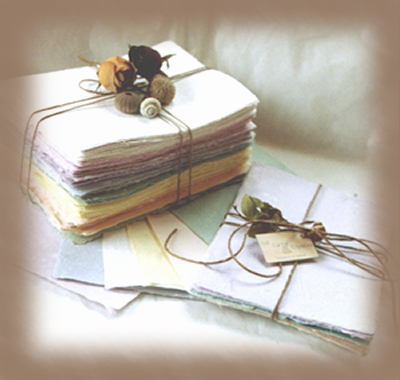
Papel artesanal

Otras empresas que realizan esta labor en este país son: Eco-lógica, Recupac S.A., Comercial Ecobas Ltda., Sociedad de Servicios Industriales Ltda., Reciclados Industriales Ltda. Además, en el último tiempo se han incorporado algunos centros de acopio y empresas de reciclaje (éstas provienen, por lo general, de agrupaciones de cartoneros), los que utilizan esta estructura para salir al mercado mayorista. A raíz de esto han surgido: Ecores Ltda., Centro de Acopio de Residuos Sólidos Conchalí, Centro de Acopio Santiago Centro, entre otros.

### Acciones para los consumidores
Lo principal es comprar productos que estén mínimamente envueltos.
Es posible promover la reutilización, la reducción y el reciclaje de las cajas y otros envases y embalajes, así como incentivar a las organizaciones de las comunidades, a los supermercados, escuelas y tiendas, a la instalación de programas de reciclaje de papel y cartón.

## Producción mundial

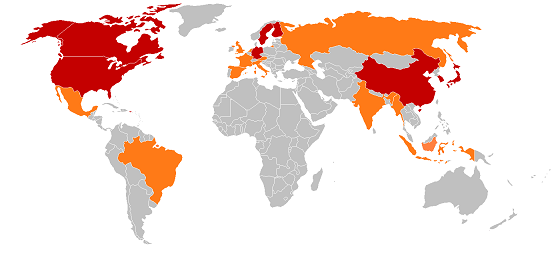
Principales países productores de papel y cartón

| Posición | País           | Producción (en Mt) |
| -------- | -------------- | ------------------ |
| 1        | Estados Unidos | 80,8               |
| 2        | China          | 37,9               |
| 3        | Japón          | 30,5               |
| 4        | Canadá         | 20,1               |
| 5        | Alemania       | 19,3               |
| 6        | Finlandia      | 13,1               |
| 7        | Suecia         | 11,1               |
| 8        | Corea del Sur  | 10,1               |
| 9        | Francia        | 9,9                |
| 10       | Italia         | 9,4                |
| 11       | Brasil         | 7,8                |
| 12       | Indonesia      | 7,0                |
| 13       | Reino Unido    | 6,5                |
| 14       | Rusia          | 6,3                |
| 15       | España         | 5,4                |
| 16       | Austria        | 4,6                |
| 17       | India          | 4,1                |
| 18       | México         | 4,1                |
| 19       | Tailandia      | 3,4                |
| 20       | Países Bajos   | 3,3                |

## Características técnicas
Según el uso al que vaya dirigido, necesita unas características técnicas específicas. Para ello se miden las cualidades del papel.
Las más comunes son:
Peso - GramajePeso en gramos por unidad de superficie (g/m²). Antiguamente se medía por el peso de una resma, una docena de docenas de pliegos, siendo cada pliego del tamaño de ocho hojas, del antiguo tamaño folio (215 mm x 315 mm). Actualmente, la resma tiene otro valor (500 hojas).
Longitud de roturaSe mide la cantidad de papel (en miles de metros) necesaria para romper una tira de papel por su propio peso.
DesgarroResistencia que ofrece el papel a la continuación de un desgarro.
Resistencia al estallidoResistencia que ofrece el papel a la rotura por presión en una de sus caras.
RigidezResistencia al plegado de una muestra de papel.
Dobles plieguesCantidad de dobleces que soporta una muestra hasta su rotura.
PorosidadSe mide la cantidad de aire que atraviesa una muestra de papel.
BlancuraGrado de blancura.
OpacidadEs la propiedad del papel que reduce o previene el paso de la luz a través de la hoja. Es lo contrario a la transparencia.
Estabilidad dimensionalBásicamente la estabilidad dimensional hace referencia a las modificaciones en tamaño de una hoja de papel dependiendo de las condiciones de humedad en el ambiente. Esto quiere decir que dependiendo de la humedad el papel tenderá a variar su tamaño; suele hacerlo en dirección de las fibras (fusiforme) por lo que se puede predecir aproximadamente cómo se deforma.
Ascensión capilarAltura en milímetros que alcanza el agua en una muestra parcialmente sumergida.
PlaneidadAlgunos de los cambios anteriormente enumerados inciden en la planeidad del papel, esto último es un factor importante para la impresión ófset.

## Conservación
El papel es uno de los principales soportes de información, además de constituir la memoria histórica y cultural de las civilizaciones, no solo de las que lo utilizan sino de los que lo manufacturan. Por lo mismo es necesario tener en cuenta su conservación y resguardo adecuado, ya que tanto lo plasmado en él, como el soporte, forman parte de la memoria documental de la humanidad.
Hay distintos factores, tanto intrínsecos como extrínsecos, que alteran y deterioran al papel, por lo que es necesario conocer las condiciones inmediatas que lo rodean.
Humedad y temperaturaLa humedad excesiva puede llegar a provocar la presencia de hongos, ondulaciones y degradación del papel por hidrólisis, la cual se puede agravar si la temperatura es alta pues cataliza la reacción de degradación. En cambio la baja humedad más altas temperaturas hace que el papel se vuelva frágil y quebradizo.
LuzLas luces, ya sean solares o artificiales, al romper las cadenas de celulosa, pueden degradar el papel.Es habitual observar el perjuicio en la decoloración de tintas y colores.
PlagasEs fácil encontrar plagas e insectos en condiciones similares a las requeridas para la aparición de hongos. Los más comunes suelen ser gusanos de libro, pececillos de plata, piojos de libro, cucarachas y roedores.
AcidezDebilita el papel, provoca hidrólisis ácida, y lo torna más rígido y frágil. Puede ser generada por contaminantes atmosféricos, impurezas, pinturas, tintas ferrogálicas, adhesivos, papeles de montaje o presencia de materiales que no son libres de ácido. Los papeles más afectados por la acidez son los producidos a partir de 1860 ya que es muy probable que se hayan realizado con pulpa de madera no purificada y encolados con alumbre y colofonia.
ManchaEs toda alteración no deseada del color original, causada por elementos externos. Pueden ser producto de polvo o suciedad, humedad, ataque de hongos, cintas adhesivas y alimentos entre otros.
FoxingSe denomina así a la aparición de manchas de color ocre a marrón, cuyo origen es desconocido. Se tienen dos hipótesis sobre su origen; la primera plantea que son producto de impurezas metálicas de hierro en el papel, mientras que la otra menciona que se trata de un ataque biológico por bacterias u hongos.
OxidaciónSe da de manera pausada y progresiva y es causado por rupturas en la cadena de celulosa. Puede acelerarse por la presencia de acidez y humedad y temperatura altas o presencia de tintas ferrogálicas.
DeformacionesSon causadas por exceso de humedad o acción mecánica.
RoturasExisten tres tipos de roturas: rasgado, rotura por plegado y corte. En los dos primeros casos las fibras no se fragmentan mientras que en los cortes las fibras son seccionadas.
Alteraciones de elementos gráficosSe genera cuando la alteración de los elementos plasmados en el papel afectan de manera negativa el soporte. Pueden identificarse como el deterioro cromático de los tintes, difusión de los tintes generando halos o manchas y arrastres de pigmento por medios mecánicos o por humedad.
Tintas ferrogálicasSon tintas creadas a partir de hierro y taninos y se clasifican en tres tipos. Las tintas balanceadas tienen una proporción equilibrada de hierro y taninos por lo que son estables. Tintas desbalanceadas al hierro, la cantidad de hierro es mayor a la de taninos, son susceptibles a la corrosión lo que provoca la degradación completa del papel. Y las tintas desbalanceadas a los taninos, los cuales actúan como protección ante la oxidación pero van adquiriendo un tono café amarillo y tienden a la decoloración.
Las condiciones de almacenamiento son indispensables para una correcta conservación del papel, por lo que se recomienda un rango de humedad relativa de 40 a 55 % y un rango de temperatura entre 18 y 23 °C. Deberán almacenarse extendidos, no doblados, y en presencia de material libre de ácido.

## Aplicaciones

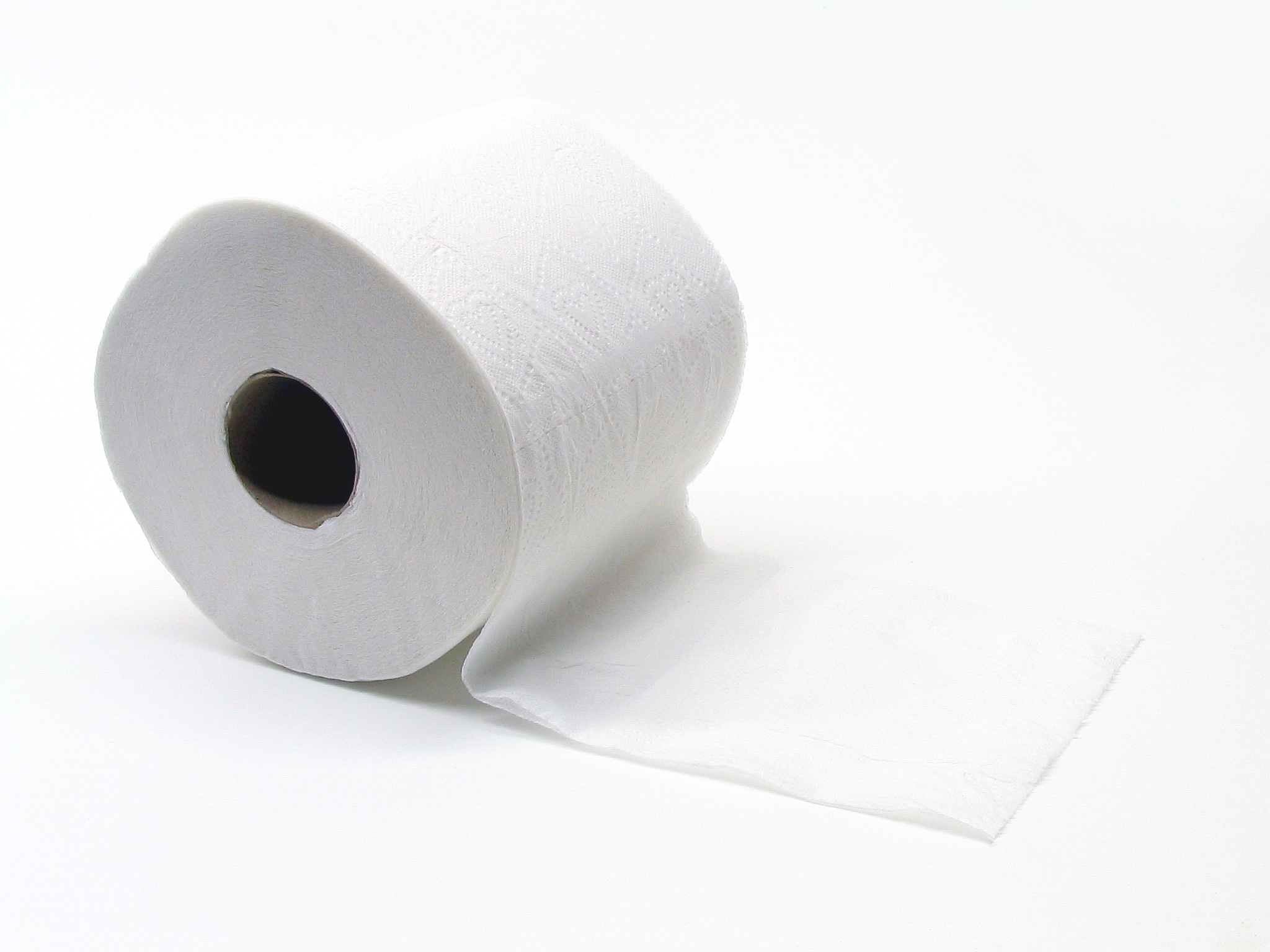
Rollo de papel higiénico

El papel se usa para infinidad de cosas. Aparte de las más habituales (escritura, impresión...) hay una serie de usos curiosos:
- Para la papiroflexia.
- Puertas. Algunas puertas de baja calidad constan de dos chapas de madera en cuyo interior se encuentran unas celdas tipo abeja, que dan consistencia, hechas de papel.
- Decorativo como sucedáneo de madera. Por ejemplo, en las de roble en cuyo interior aparece al romperse serrín prensado y una capa con el dibujo simulando las vetas de madera. Es papel pintado y melaminado (tratamiento que le da aspecto de plástico). También se usa para elaborar objetos decorativos superponiendo capas de trozos engomados dándole la forma deseada, o moldeándolo después de reconvertirlo en pasta, técnicas denominadas papel maché o carta pesta.
- Dinero (billetes). Es un papel complicado de fabricar, y muy complicado de imitar. Se fabrica con un gran porcentaje de pasta de algodón, que le confiere resistencia (fibras muy largas). Se añaden fibras especiales que brillan con luz ultravioleta, y se le aplican marcas al agua.
- El empapelado decorativo de paramentos en arquitectura interior.
- En la escultura, aunque siempre tuvo su sitio para la realización de ciertas figuras, más o menos artísticas, para las cuales se utiliza el llamado cartón piedra, se ha integrado para la realización de aquellas "más nobles". El papel tiene, en contra de lo que se pudiera suponer, una gran fortaleza y persistencia en el tiempo.
- Dentro de la restauración de obras sobre papel y libros, se utiliza el papel japonés hecho a mano en sus distintos gramajes, esto por la calidad de sus fibras largas y resistentes además de que es libre de ácido.

## Museos
El Museo del Molino de Papel de Capellades, situado en Capellades, provincia de Barcelona, España, es uno de los museos más importantes en cuanto a la temática del papel. Está situado en un antiguo molino papelero. Su colección incluye maquinaria para la fabricación de papel tradicional y papeles y documentos desde el siglo XIII. En el sótano, donde aún se continúa fabricando papel manualmente, muestra el proceso artesanal de fabricación del papel.
El Museo Valenciano del Papel, situado en Bañeres, provincia de Alicante, España, expone el proceso artesanal de fabricación de papel, ilustrado con los objetos utilizados y maquetas de antiguos molinos. Incluye 1300 libritos de papel de fumar, filigranas y juguetes de papel, así como una biblioteca especializada.
El Museo Suizo del Papel, la Escritura y la Imprenta, situado en Basilea, Suiza, está dedicado a la fabricación de papel, la imprenta y la escritura. Muestra las antiguas técnicas artesanales de elaboración de papel, de imprenta y de encuadernación. El museo está ubicado en un edificio restaurado que ya funcionaba como molino de papel hace más de 500 años.